# Pico triédrico

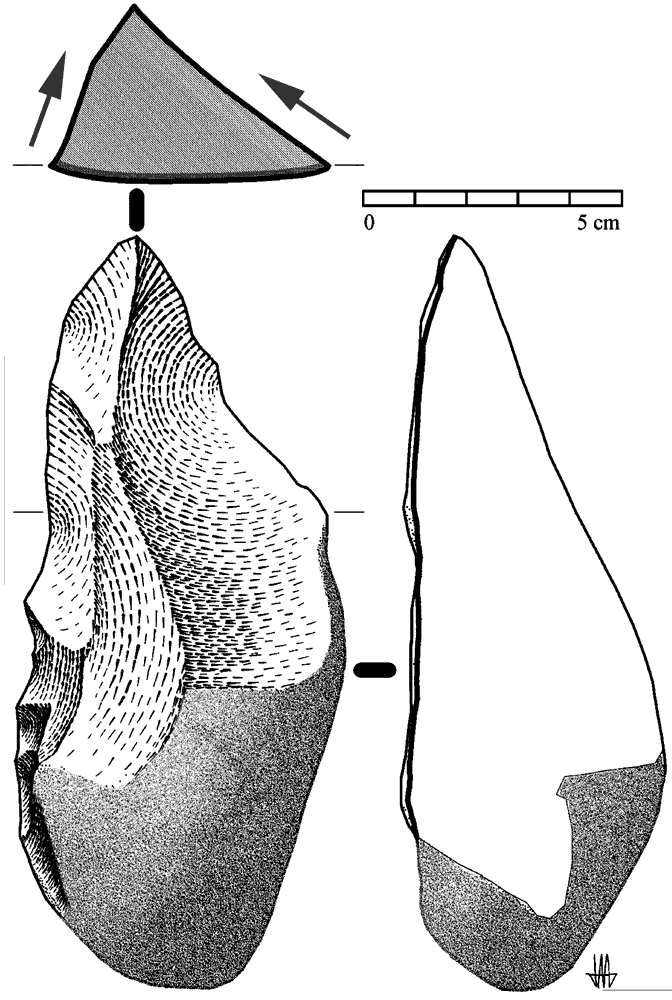
Pico triédrico achelense.

Un pico triédrico o triedro es un utensilio, tallado en piedra, característico del Paleolítico Inferior y, ocasionalmente, de ciertas culturas epipaleolíticas (por ejemplo el Asturiense, periodo en el que se les denomina específicamente picos asturienses). Esta herramienta lítica suele tener una forma alargada con una extremidad terminal en forma de gruesa punta, más o menos despejada con grandes lascados que le proporcionan una sección habitualmente triangular (es decir, formada por tres planos o caras); aunque esta es la forma más repetida —y la que le ha dado la denominación de genérica triedro—, algunas piezas pueden tener la sección de cuatro o más caras.

## Determinación tipológica
Sus primeras noticias vienen de principios del siglo XX, cuando el investigador francés E. Passemard definió en las Landas una cultura muy arcaica, contemporánea del Abbevillense, denominada Chalosiense, en la que los triedros eran una porción importante. Actualmente, se considera que el Chalosiense es un Achelense pleno y que la fabricación de triedros es muy común en otros lugares del mundo, por ejemplo en los yacimientos inferopaleolíticos de Sidi Abderrahman en Rabat (Marruecos), o el de Abbasieh, en El Cairo (Egipto). También son habituales —aunque casi nunca muy numerosos— en el Achelense de Europa occidental incluyendo, por supuesto, el español.
La hechura de los triedros suele ser sencilla (incluso somera), sin la habitual rectificación de aristas que suele acompañar a los bifaces, con los que está fuertemente emparentado; por lo que muchas veces puede llegar a ser confundido con estos o con ciertos cantos tallados de morfología especializada, ya que, en muchos casos, la base suele ser una zona reservada (es decir, conservando una gran porción de la superficie natural de la roca): para L. Ramendo se trata, junto al rostro-carenado, de un tipo diverso de canto tallado; mientras que François Bordes los denomina, simplemente, Picos, y los considera una variedad de bifaces muy alargada, de sección espesa, cuadrangular o triédrica.

## El pico triédrico como indicador cronológico en el Achelense
Más arriba se ha explicado que las primeras noticias de este utensilio se asociaron a una facies cultural —que, en Francia se bautizó como Chalosiense— y que era situada en periodos muy antiguos del Paleolítico, anteriores, incluso al Achelense. También se ha aclarado que, actualmente, estas ideas son de poca aceptación, considerando aquella industria como plenamente Achelense.
Lo cierto es que a medida que se ha ido conociendo más sobre el pico triédrico se ha apreciado que, en efecto, aparece en periodos muy antiguos, pero persiste a lo largo de toda la secuencia Achelense, por lo que, no debería ser considerado indicador crono-cultural.
A pesar de todo, en África, Ramendo los encuentra junto con industrias antiguas de cantos tallados; Pierre Biberson documenta su importancia en los estadios II y III (relativamente antiguos) del Achelense marroquí) perdiéndola a partir del estadio IV, pero Chavaillon y Tixier certifican su presencia en yacimientos de Achelense avanzado y final.

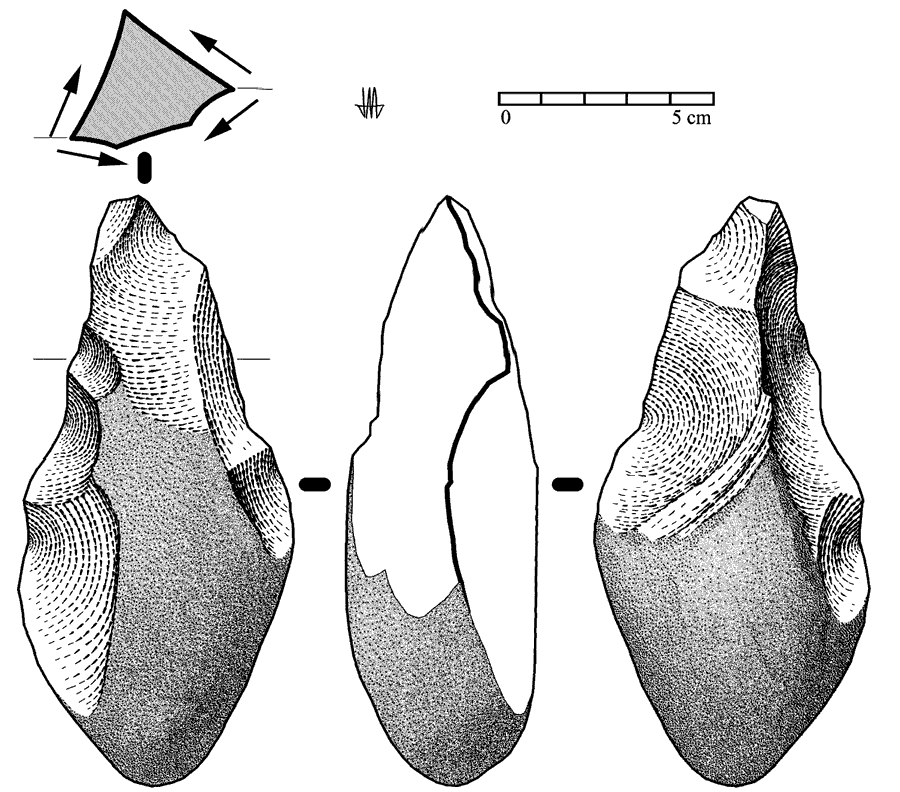
Pico triédrico del valle del Duero (terraza a +35 metros)

En España, el yacimiento achelense excavado más importante —en lo referente a la presencia de Triedros— es Pinedo, en la provincia de Toledo, excavado por Manuel Santonja y María Ángeles Querol entre 1972 y 1974. Este yacimiento, situado en una terraza fluvial relativamente baja del río Tajo (a +22 metros) se convirtió, por las características arcaizantes de su industria, en el modelo del Achelense antiguo en la península ibérica. Uno de los rasgos que parecen caracterizar este estadio cultural era, justamente, la relativa abundancia de picos triédricos (más numerosos que los bifaces), además del primitivismo tecnológico general de las piezas. Sin embargo, su excavación demostró, también que estaba en posición derivada y que había sufrido fuertes alteraciones erosivas. De hecho, en las últimas décadas se está cuestionando la validez de las conclusiones obtenidas de Pinedo. Así, Joaquín González Echegaray y Leslie Gordon Freeman llegan a afirmar que: «No es, por lo tanto, posible, para la determinación de las fases iniciales de la ocupación achelense de la península, basarse en las series de piezas acumuladas por la erosión en Pinedo». Otros investigadores han percibido que los triedros son abundantes en fases del achelense no precisamente antiguas de las terrazas medias del Duero:

«Aunque estamos convencidos del que el Achelense de... [la terraza a + 35 metros sobre el Duero]...no corresponde a momentos iniciales, sino más bien de mediados de la fase cultural. La abundancia de triedros nos induce a asociar esta industria con la de Pinedo, aparecida en los niveles fluviales de la terraza cuya base está a +22 metros y el techo a +30 metros sobre el río Tajo»
Benito Ávarez y Benito del Rey, página 140.

Un caso similar se da en la provincia de Zamora, donde el yacimiento llamado «Los Chanos» (Navianos de Valverde), situado en la terraza a +20 metros sobre el río Tera, se caracteriza por rasgos tecnológicos propios de «un momento antiguo, pero ya dentro del Achelense», lo que unido a su posición geomorfológica y a la abundancia de variedad de triedros ha inducido a pensar que sería la misma fase de Pinedo. Sin embargo, como reconoce el autor del estudio, la terraza es baja, no hay datos estratigráficos y es plausible una mezcla de materiales, «por todo eso y porque carecemos, al menos hasta ahora, de la estratigrafía necesaria, que sería la prueba de la validez y firmeza de la existencia real [...] de las fases achelenses antes citadas, hemos de obrar con la máxima prudencia, sobre todo en las conclusiones que perfilan aspectos concretos».
Lo único que es posible indicar, en el estado actual de los conocimientos, es que los triedros no pueden usarse como indicador cronológico y que es hay que desechar los sistemas de datación relativa basados en la tipología lítica, confiando, en lugar de ello, en otros factores como la estratigrafía, la paleofauna o, mejor aún, las dataciones absolutas.

## Análisis y variabilidad
El estudio de referencia que suele citarse al analizar los triedros paleolíticos es el trabajo de Leroy-Prost, Dauvois y Leroy (1981). Éste se basa en la forma en que se fabrica la punta y se centra en observaciones sobre ejemplares del norte de África, sin embargo, como ellos mismos explican en el artículo: «...hemos intentado catalogar todas las formas posibles, o más exactamente, todas las fórmulas de talla concebibles. Si no nos hemos limitado a las formas existentes es para ofrecer el cuadro más amplio y flexible a un material todavía poco conocido» (página 293).
De este modo, estos autores determinan seis tipos básicos de triedros (en función de las direcciones de percusión de la punta), dentro de los cuales distinguen 15 subtipos y 57 variantes (basándose en los soportes y planos de percusión). Aquí, para simplificar, nos dedicaremos a los patrones fundamentales:
| TIPO | Descripción | Descripción | Descripción | Descripción | Descripción |
| Tipo 1 | Su punta triédrica está formada por la intersección de dos planos brutos de talla (ver nota a pie de tabla) con de un plano tallado por percusión monofacial. No hay subtipos, pero sí 16 variantes. | Su punta triédrica está formada por la intersección de dos planos brutos de talla (ver nota a pie de tabla) con de un plano tallado por percusión monofacial. No hay subtipos, pero sí 16 variantes. | Su punta triédrica está formada por la intersección de dos planos brutos de talla (ver nota a pie de tabla) con de un plano tallado por percusión monofacial. No hay subtipos, pero sí 16 variantes. | Su punta triédrica está formada por la intersección de dos planos brutos de talla (ver nota a pie de tabla) con de un plano tallado por percusión monofacial. No hay subtipos, pero sí 16 variantes. | Su punta triédrica está formada por la intersección de dos planos brutos de talla (ver nota a pie de tabla) con de un plano tallado por percusión monofacial. No hay subtipos, pero sí 16 variantes. |
| Tipo 1 | subtipos | Tipo 1 | Tipo 1 | Tipo 1 | Tipo 1 |
| Tipo 2 | Con la punta triédrica despejada a partir de uno o dos planos de talla y el resto tallado por golpes bidireccionales. Cuando tiene una sola cara tallada y dos planos en bruto, la percusión es monofacial enfrentada, en caso de tener dos caras talladas y un solo plano en bruto, la talla puede ser tanto bifacial como monofacial. Se distinguen cuatro subtipos y 22 variantes. | Con la punta triédrica despejada a partir de uno o dos planos de talla y el resto tallado por golpes bidireccionales. Cuando tiene una sola cara tallada y dos planos en bruto, la percusión es monofacial enfrentada, en caso de tener dos caras talladas y un solo plano en bruto, la talla puede ser tanto bifacial como monofacial. Se distinguen cuatro subtipos y 22 variantes. | Con la punta triédrica despejada a partir de uno o dos planos de talla y el resto tallado por golpes bidireccionales. Cuando tiene una sola cara tallada y dos planos en bruto, la percusión es monofacial enfrentada, en caso de tener dos caras talladas y un solo plano en bruto, la talla puede ser tanto bifacial como monofacial. Se distinguen cuatro subtipos y 22 variantes. | Con la punta triédrica despejada a partir de uno o dos planos de talla y el resto tallado por golpes bidireccionales. Cuando tiene una sola cara tallada y dos planos en bruto, la percusión es monofacial enfrentada, en caso de tener dos caras talladas y un solo plano en bruto, la talla puede ser tanto bifacial como monofacial. Se distinguen cuatro subtipos y 22 variantes. | Con la punta triédrica despejada a partir de uno o dos planos de talla y el resto tallado por golpes bidireccionales. Cuando tiene una sola cara tallada y dos planos en bruto, la percusión es monofacial enfrentada, en caso de tener dos caras talladas y un solo plano en bruto, la talla puede ser tanto bifacial como monofacial. Se distinguen cuatro subtipos y 22 variantes. |
| Tipo 2 | subtipos | Tipo 2.1 | Tipo 2.2 | Tipo 2.3 | Tipo 2.4 |
| Tipo 3 | La punta se despeja por medio de una percusión tridireccional, con uno o ningún plano de talla. Cuando tiene dos caras talladas, una de ellas tiene golpes enfrentados; sin embargo, si tiene las tres caras talladas, cada una de ellas en una sola dirección, sea mono- o bifacialmente. Este grupo tiene cuatro subtipos y diez variantes.                                         | La punta se despeja por medio de una percusión tridireccional, con uno o ningún plano de talla. Cuando tiene dos caras talladas, una de ellas tiene golpes enfrentados; sin embargo, si tiene las tres caras talladas, cada una de ellas en una sola dirección, sea mono- o bifacialmente. Este grupo tiene cuatro subtipos y diez variantes.                                         | La punta se despeja por medio de una percusión tridireccional, con uno o ningún plano de talla. Cuando tiene dos caras talladas, una de ellas tiene golpes enfrentados; sin embargo, si tiene las tres caras talladas, cada una de ellas en una sola dirección, sea mono- o bifacialmente. Este grupo tiene cuatro subtipos y diez variantes.                                         | La punta se despeja por medio de una percusión tridireccional, con uno o ningún plano de talla. Cuando tiene dos caras talladas, una de ellas tiene golpes enfrentados; sin embargo, si tiene las tres caras talladas, cada una de ellas en una sola dirección, sea mono- o bifacialmente. Este grupo tiene cuatro subtipos y diez variantes.                                         | La punta se despeja por medio de una percusión tridireccional, con uno o ningún plano de talla. Cuando tiene dos caras talladas, una de ellas tiene golpes enfrentados; sin embargo, si tiene las tres caras talladas, cada una de ellas en una sola dirección, sea mono- o bifacialmente. Este grupo tiene cuatro subtipos y diez variantes.                                         |
| Tipo 3 | subtipos | Tipo 3.1 | Tipo 3.2 | Tipo 3.3 | Tipo 3.4 |
| Tipo 4 | Se define por tener la punta tallada en cuatro direcciones de percusión. A veces, se tallan dos caras con sendas percusiones enfrentadas, dejando una tercera en bruto, pero es también factible que las tres caras sean talladas de modo que no queda ningún plano de talla en bruto. Tiene cuatro subtipos y siete variantes.                                                       | Se define por tener la punta tallada en cuatro direcciones de percusión. A veces, se tallan dos caras con sendas percusiones enfrentadas, dejando una tercera en bruto, pero es también factible que las tres caras sean talladas de modo que no queda ningún plano de talla en bruto. Tiene cuatro subtipos y siete variantes.                                                       | Se define por tener la punta tallada en cuatro direcciones de percusión. A veces, se tallan dos caras con sendas percusiones enfrentadas, dejando una tercera en bruto, pero es también factible que las tres caras sean talladas de modo que no queda ningún plano de talla en bruto. Tiene cuatro subtipos y siete variantes.                                                       | Se define por tener la punta tallada en cuatro direcciones de percusión. A veces, se tallan dos caras con sendas percusiones enfrentadas, dejando una tercera en bruto, pero es también factible que las tres caras sean talladas de modo que no queda ningún plano de talla en bruto. Tiene cuatro subtipos y siete variantes.                                                       | Se define por tener la punta tallada en cuatro direcciones de percusión. A veces, se tallan dos caras con sendas percusiones enfrentadas, dejando una tercera en bruto, pero es también factible que las tres caras sean talladas de modo que no queda ningún plano de talla en bruto. Tiene cuatro subtipos y siete variantes.                                                       |
| Tipo 4 | subtipos | Tipo 4.1 | Tipo 4.2 | Tipo 4.3 | Tipo 4.4 |
| Tipo 5 | Es uno de los tipos de pico más sofisticados, al estar realizada su punta con cinco direcciones de percusión que forzosamente ocupan todas las caras del triedro. Dos de las caras tienen direcciones de talla enfrentadas y la tercera es de dirección única. No hay subtipos ni variantes.                                                                                          | Es uno de los tipos de pico más sofisticados, al estar realizada su punta con cinco direcciones de percusión que forzosamente ocupan todas las caras del triedro. Dos de las caras tienen direcciones de talla enfrentadas y la tercera es de dirección única. No hay subtipos ni variantes.                                                                                          | Es uno de los tipos de pico más sofisticados, al estar realizada su punta con cinco direcciones de percusión que forzosamente ocupan todas las caras del triedro. Dos de las caras tienen direcciones de talla enfrentadas y la tercera es de dirección única. No hay subtipos ni variantes.                                                                                          | Es uno de los tipos de pico más sofisticados, al estar realizada su punta con cinco direcciones de percusión que forzosamente ocupan todas las caras del triedro. Dos de las caras tienen direcciones de talla enfrentadas y la tercera es de dirección única. No hay subtipos ni variantes.                                                                                          | Es uno de los tipos de pico más sofisticados, al estar realizada su punta con cinco direcciones de percusión que forzosamente ocupan todas las caras del triedro. Dos de las caras tienen direcciones de talla enfrentadas y la tercera es de dirección única. No hay subtipos ni variantes.                                                                                          |
| Tipo 5 | subtipos | Tipo 5 | Tipo 5 | Tipo 5 | Tipo 5 |
| Tipo 6 | Punta despejada por percusiones en seis direcciones diferentes, con las tres caras ocupadas, cada una de ellas, por una talla bidireccional enfrentada. No hay subtipos ni variantes. | Punta despejada por percusiones en seis direcciones diferentes, con las tres caras ocupadas, cada una de ellas, por una talla bidireccional enfrentada. No hay subtipos ni variantes. | Punta despejada por percusiones en seis direcciones diferentes, con las tres caras ocupadas, cada una de ellas, por una talla bidireccional enfrentada. No hay subtipos ni variantes. | Punta despejada por percusiones en seis direcciones diferentes, con las tres caras ocupadas, cada una de ellas, por una talla bidireccional enfrentada. No hay subtipos ni variantes. | Punta despejada por percusiones en seis direcciones diferentes, con las tres caras ocupadas, cada una de ellas, por una talla bidireccional enfrentada. No hay subtipos ni variantes. |
| Tipo 6 | subtipos | Tipo 6 | Tipo 6 | Tipo 6 | Tipo 6 |
| NOTA: En la tabla se habla de planos brutos de talla, este concepto se refiere a zonas (talladas o no) que no pertenecen a la parte específica de la fabricación de la punta, por lo que, de cualquier modo, se consideran superficies en bruto. Pero sirven para establecer las variantes. Así, se pueden abarcar cuatro opciones: las dos primeras corresponden a cualquier canto-soporte (sensu lato), esto es, corteza natural o diaclasa; pero, si el soporte es una lasca (sensu stricto), se añaden otras dos posibilidades, a saber, el negativo de lascado (previo a la extracción del soporte) y el positivo de lascado (es decir, la cara inferior de dicha lasca). | | | | | |

En conclusión, resulta un útil muy específico, caracterizado por su poderosa punta, lo que permite presumir cuál es la parte activa (como ocurre con los hendidores); y, precisamente por ello, la técnica de fabricación tiene una línea clara: la obtención de una zona funcional, despejando dicha punta y descuidando el resto (lo que induce a usar una clasificación centrada en el procedimiento de elaboración de esta zona de la pieza). Asimismo, esa razón los convierte en útiles someros, con una evidente economía de gestos y apariencia tosca, salvo ciertas excepciones.
Generalmente, la búsqueda del mínimo esfuerzo obliga a la elección de un soporte adecuado. El pico triédrico se fabricó en diversos tipos de roca de fractura concoidea y en toda clase de soportes (guijarros, bloques, placas, lascas...). Los soportes más propicios son aquellos que tienen una zona de percusión regular, a ser posible, plana, que es tomada como plano de percusión. Por ejemplo, cantos bastante aplanados, o rotos a través de una diaclasa natural, y la cara inferior de las lascas; eligiendo la zona de rotura por su regularidad. Esto permite obtener resultados con un mínimo de lascados, resultando piezas muy sencillas, pero no necesariamente indicando arcaísmo.
La parquedad técnica es, pues, un factor importante de la personalidad de este tipo lítico y se transmite en una importante presencia de reserva, la utilización masiva del percutor duro, o de piedra (raramente el blando, o de cuerna) y con aristas sinuosas. Habitualmente, la presencia de triedros se toma como indicador de antigüedad y, aunque muchas veces es cierto, los triedros no son una prueba fiable, por lo que si su aparición no va acompañada de otros datos complementarios, éstos no pueden tomarse como indicador cronológico.